# Оскузян, Хачатур Геворкович
Хачату́р Гево́ркович Оскузя́н (19 сентября 1906, Карс — ?) — армянский тубист, артист оркестра Ереванского театра оперы и балета и заслуженного симфонического оркестра Армянской ССР, заслуженный артист Армянской ССР (1957).

## Биография
Хачатур Оскузян получил музыкальное образование в Ереванской консерватории, которую закончил по классу А. Мангасаряна в 1929 году. В период с 1932 по 1949 год он играл в оркестре Ереванского театра оперы и балета, а с 1950 года — в заслуженный симфонический оркестр Армянской ССР. В 1957 году Оскузяну было присвоено почётное звание заслуженного артиста Армянской ССР.